# João Miranda
João Miranda de Souza Filho, noto semplicemente come Miranda (Paranavaí, 7 settembre 1984), è un ex calciatore brasiliano,  di ruolo difensore.

## Caratteristiche tecniche
Miranda è un difensore centrale efficace nei contrasti e dotato di un buon senso della posizione. Fisico longilineo, ma molto forte, è dotato di grande classe ed eleganza nei movimenti, e nobiltà di portamento, pare giochi con l’ausilio di un drone, tale è la sua visione. Grintoso ma corretto, trova nel gioco aereo una delle sue doti migliori.

## Carriera

### Club

#### Esordi e San Paolo
Inizia la carriera nelle giovanili del Coritiba, per poi approdare in prima squadra nel 2004. Dopo una stagione e mezza in cui colleziona 49 presenze nel campionato brasiliano, segnando anche 2 reti, viene notato da alcuni dirigenti del club francese del Sochaux che, nel luglio 2005, decidono di acquistarlo per 2 milioni di euro. In Francia colleziona 24 presenze tra campionato e coppe nazionali.
Nell'agosto 2006 viene ceduto in prestito al San Paolo, che nel marzo 2007 lo acquista a titolo definitivo per 1,2 milioni di euro. Al San Paolo si impone come uno dei migliori giocatori del campionato brasiliano, vincendo tre titoli nazionali e collezionando 128 presenze e 4 gol nella massima serie in sei stagioni.

#### Atlético Madrid

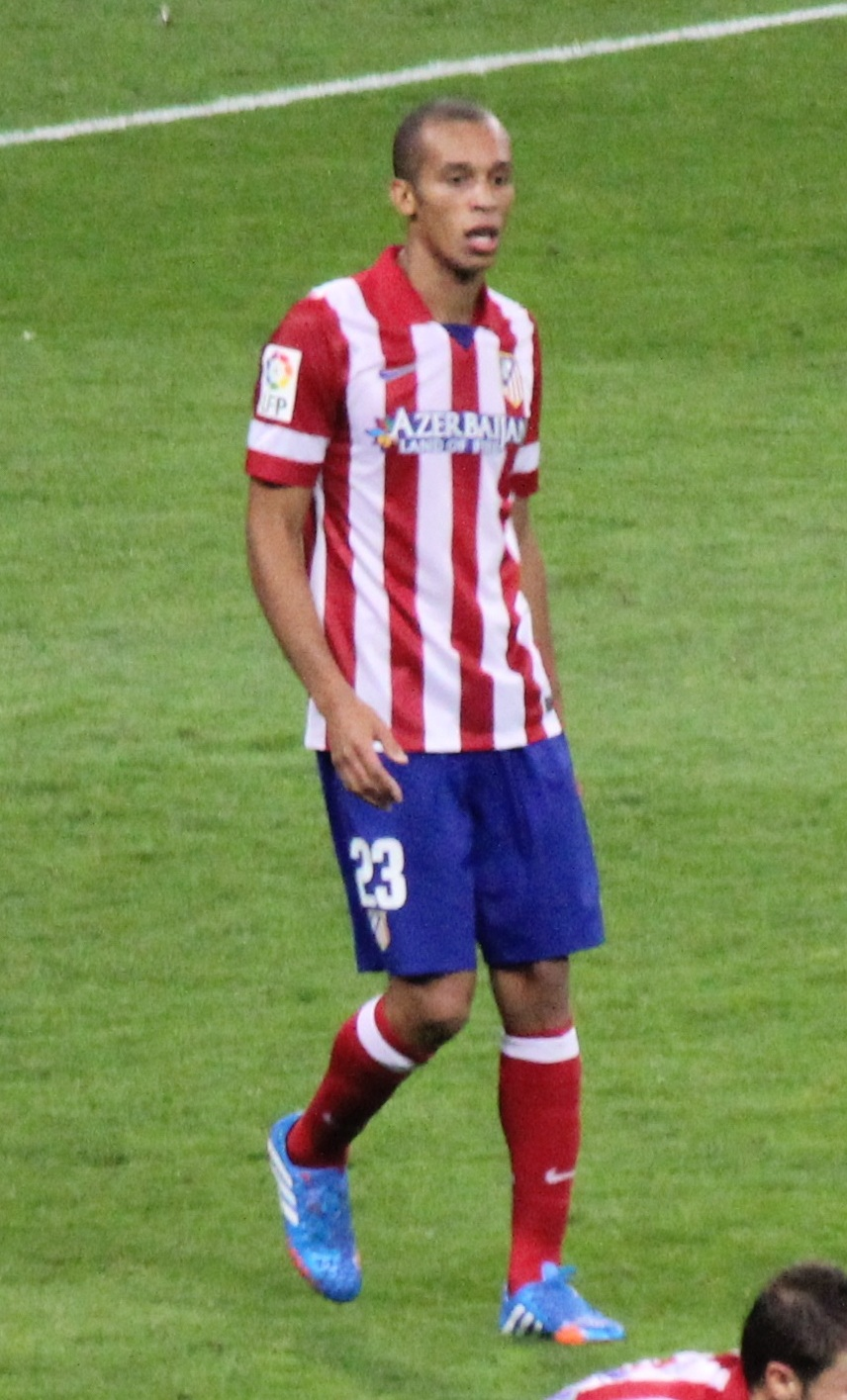
Miranda con la maglia dell' in un derby contro il nel settembre 2013.

Il 12 luglio 2011, dopo essersi svincolato dal San Paolo, viene ufficializzato il suo passaggio all'Atlético Madrid. Il 31 agosto 2012 vince la Supercoppa UEFA siglando il gol del momentaneo 4-0 nella finale vinta contro il Chelsea per 4-1. Il 17 maggio 2013 realizza il gol decisivo nella finale di Coppa del Re, che vede l'Atlético Madrid imporsi sul Real Madrid per 2-1 ai supplementari.
Nella stagione 2013-2014 vince il campionato spagnolo, contribuendo a fare della difesa dell'Atlético Madrid la meno battuta del torneo. Nella stessa annata raggiunge pure la finale di Champions League, ma esce sconfitto contro il Real Madrid per 1-4 ai supplementari. All'inizio della stagione 2014-2015 vince la Supercoppa di Spagna, battendo in finale il Real Madrid con il risultato aggregato di 2-1. Il 4 ottobre 2014, in occasione della sconfitta contro il Valencia per 1-3, Miranda gioca la sua 150ª partita ufficiale con l'Atlético Madrid.

#### Inter
Il 1º luglio 2015 viene ufficializzato il suo trasferimento all'Inter in prestito oneroso con obbligo di riscatto al verificarsi di determinate condizioni sportive. Esordisce in Serie A il 23 agosto successivo nella vittoria contro l'Atalanta per 1-0. Il 27 settembre, in occasione della sconfitta contro la Fiorentina per 1-4, viene espulso per un fallo da ultimo uomo su Kalinić. Nella partita contro la Sampdoria del 20 febbraio 2016 realizza il suo primo ed unico gol con l'Inter, contribuendo al successo per 3-1. La settimana seguente, nella sconfitta contro la Juventus per 0-2, indossa per la prima volta la fascia da capitano dopo l'uscita dal campo di Icardi.
Nelle stagioni successive è il titolare della difesa nerazzurra. Il 28 aprile 2018, nella sconfitta contro la Juventus per 2-3, disputa la 100ª gara con la squadra nerazzurra. Al termine del campionato, può festeggiare insieme ai compagni la qualificazione dell'Inter in Champions League a sei anni di distanza dall'ultima partecipazione. Nell'annata 2018-2019, con l'arrivo di de Vrij, perde la titolarità ma il suo contributo si rivela comunque prezioso per centrare la qualificazione in Champions League per il secondo anno consecutivo.

#### Jiangsu Suning
Il 26 luglio 2019, dopo avere risolto consensualmente il suo contratto con l'Inter, si accorda con i cinesi dello Jiangsu Suning con cui firma un contratto biennale. Il 12 novembre 2020 vince il suo primo campionato cinese, battendo in finale il Guangzhou E. per 2-1 dopo lo 0-0 della gara d'andata; il mese seguente perde invece la finale della Coppa della Cina contro lo Shandong.

#### Ritorno al San Paolo e ritiro
Rimasto svincolato dallo Jiangsu, il 17 marzo 2021 firma un contratto fino al 31 dicembre 2022 con il San Paolo, facendo ritorno nel club paulista a 10 anni di distanza. Due mesi più tardi, vince il Campeonato Paulista contro il Palmeiras.
Dopo un'altra stagione, in cui riveste un ruolo più marginale nella rosa, il 10 novembre 2022 Miranda annuncia di aver rescisso anticipatamente il proprio contratto con la squadra. Quindi, l'11 gennaio 2023, annuncia ufficialmente il proprio ritiro dal calcio giocato a 38 anni.

### Nazionale

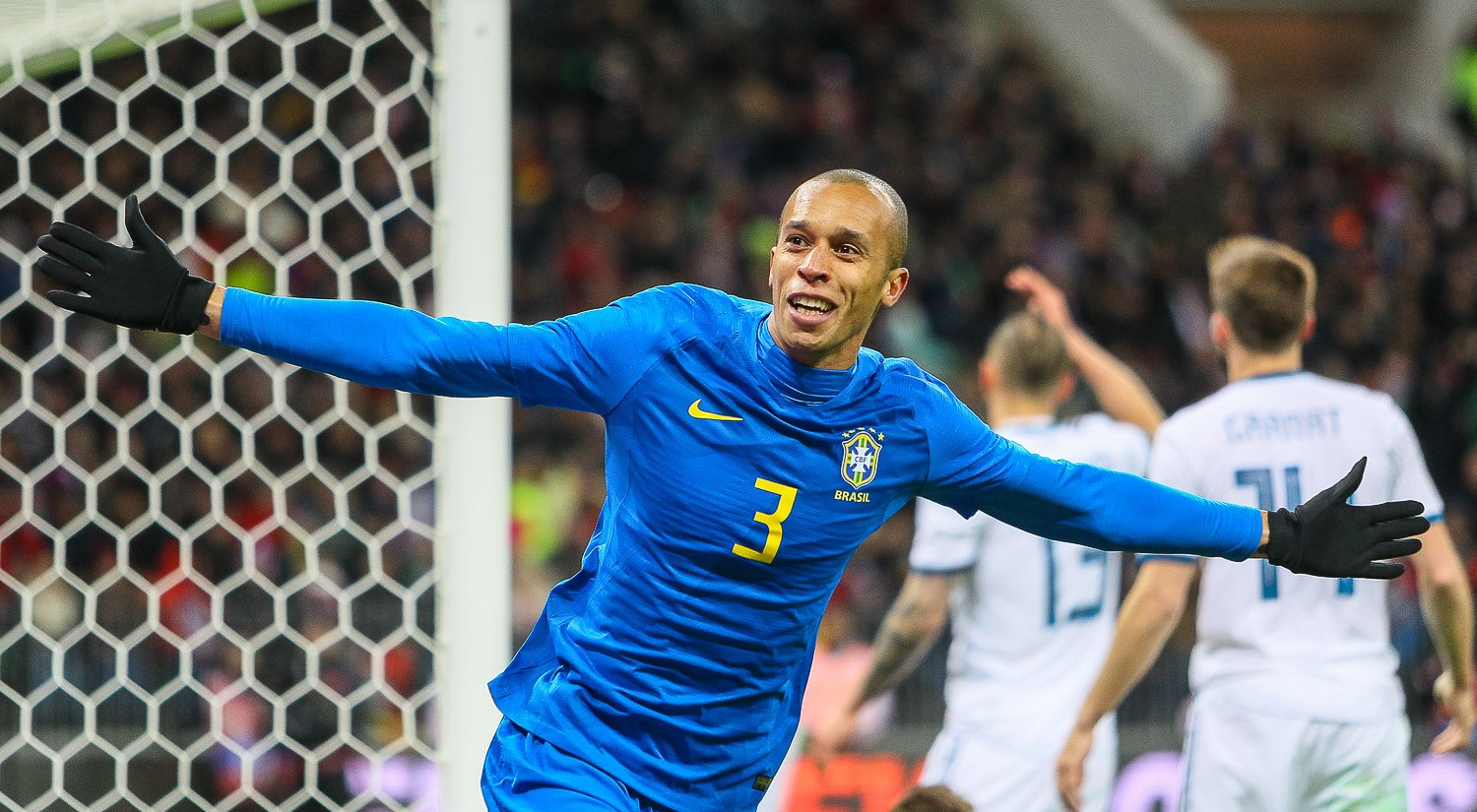
Miranda celebra il gol realizzato nell'amichevole contro la Russia nel marzo 2018.

Esordisce con la nazionale brasiliana il 2 aprile 2009, nella vittoria contro il Perù valida per le qualificazioni al Mondiale 2010. Viene convocato per la Confederations Cup dello stesso anno, in cui il Brasile si laurea campione. Dopo l'esonero del commissario tecnico Dunga, non viene preso in considerazione dal successore Menezes, tornando quindi in nazionale solo nel 2013 con Scolari.
A partire dal 2014, con il ritorno di Dunga alla guida della nazionale, Miranda diventa titolare nella retroguardia verdeoro, partecipando alle edizioni 2015 e 2016 della Copa América. Il 6 settembre 2016 segna la prima rete in nazionale nella vittoria contro la Colombia valida per le qualificazioni al Mondiale 2018.
Nel 2018 viene convocato da Tite per la rassegna iridata in Russia, dove gioca titolare in tutte le 5 gare disputate dal Brasile, vestendo anche la fascia di capitano in due occasioni. L'anno successivo, infine, partecipa alla Copa América 2019 disputata in Brasile, dove ottiene una presenza con la nazionale padrone di casa che si laurea campione.

## Statistiche

### Presenze e reti nei club
Statistiche aggiornate al 16 ottobre 2022.
| Stagione               | Squadra                | Campionato             | Campionato | Campionato | Coppe nazionali | Coppe nazionali | Coppe nazionali | Coppe continentali | Coppe continentali | Coppe continentali | Altre coppe | Altre coppe | Altre coppe | Totale | Totale |
| Stagione               | Squadra                | Comp                   | Pres       | Reti       | Comp            | Pres            | Reti            | Comp               | Pres               | Reti               | Comp        | Pres        | Reti        | Pres   | Reti   |
| ---------------------- | ---------------------- | ---------------------- | ---------- | ---------- | --------------- | --------------- | --------------- | ------------------ | ------------------ | ------------------ | ----------- | ----------- | ----------- | ------ | ------ |
| 2004                   | Coritiba               | A1/PR+A                | ?+40       | ?+2        | CB              | 0               | 0               | CL+CS              | 6+2                | 0                  | -           | -           | -           | 48     | 2      |
| 2005                   | Coritiba               | A1/PR+A                | ?+9        | ?+0        | CB              | 4               | 0               | -                  | -                  | -                  | -           | -           | -           | 13     | 0      |
| Totale Coritiba        | Totale Coritiba        | Totale Coritiba        | 49         | 2          |                 | 4               | 0               |                    | 8                  | 0                  |             | -           | -           | 61     | 2      |
| 2005-2006              | Sochaux                | L1                     | 20         | 0          | CF+CdL          | 3+1             | 0               | -                  | -                  | -                  | -           | -           | -           | 24     | 0      |
| set.2006-              | San Paolo              | A1/SP+A                | 0+14       | 0+1        | CB              | 0               | 0               | -                  | -                  | -                  | -           | -           | -           | 14     | 1      |
| 2007                   | San Paolo              | A1/SP+A                | 18+35      | 0+2        | CB              | 0               | 0               | CL+CS              | 8+3                | 2+0                | -           | -           | -           | 64     | 4      |
| 2008                   | San Paolo              | A1/SP+A                | 19+24      | 0+0        | CB              | 0               | 0               | CL                 | 10                 | 1                  | -           | -           | -           | 53     | 1      |
| 2009                   | San Paolo              | A1/SP+A                | 15+28      | 1+0        | CB              | 0               | 0               | CL                 | 6                  | 0                  | -           | -           | -           | 49     | 1      |
| 2010                   | San Paolo              | A1/SP+A                | 19+27      | 1+1        | CB              | 0               | 0               | CL                 | 11                 | 0                  | -           | -           | -           | 57     | 2      |
| 2011                   | San Paolo              | A1/SP+A                | 17+0       | 1+0        | CB              | 6               | 0               | -                  | -                  | -                  | -           | -           | -           | 23     | 1      |
| 2011-2012              | Atlético Madrid        | PD                     | 27         | 1          | CR              | 2               | 0               | UEL                | 15                 | 1                  | -           | -           | -           | 44     | 2      |
| 2012-2013              | Atlético Madrid        | PD                     | 35         | 2          | CR              | 7               | 1               | UEL                | 3                  | 0                  | SU          | 1           | 1           | 46     | 4      |
| 2013-2014              | Atlético Madrid        | PD                     | 32         | 2          | CR              | 5               | 0               | UCL                | 13                 | 2                  | SS          | 2           | 0           | 52     | 4      |
| 2014-2015              | Atlético Madrid        | PD                     | 23         | 3          | CR              | 3               | 0               | UCL                | 8                  | 0                  | SS          | 2           | 0           | 36     | 3      |
| Totale Atlético Madrid | Totale Atlético Madrid | Totale Atlético Madrid | 117        | 8          |                 | 17              | 1               |                    | 39                 | 3                  |             | 5           | 1           | 178    | 13     |
| 2015-2016              | Inter                  | A                      | 32         | 1          | CI              | 2               | 0               | -                  | -                  | -                  | -           | -           | -           | 34     | 1      |
| 2016-2017              | Inter                  | A                      | 32         | 0          | CI              | 1               | 0               | UEL                | 3                  | 0                  | -           | -           | -           | 36     | 0      |
| 2017-2018              | Inter                  | A                      | 31         | 0          | CI              | 0               | 0               | -                  | -                  | -                  | -           | -           | -           | 31     | 0      |
| 2018-2019              | Inter                  | A                      | 14         | 0          | CI              | 1               | 0               | UCL+UEL            | 3+2                | 0                  | -           | -           | -           | 20     | 0      |
| Totale Inter           | Totale Inter           | Totale Inter           | 109        | 1          |                 | 4               | 0               |                    | 8                  | 0                  |             | -           | -           | 121    | 1      |
| lug.-dic. 2019         | Jiangsu Suning         | CSL                    | 9          | 1          | CC              | 0               | 0               | -                  | -                  | -                  | -           | -           | -           | 9      | 1      |
| 2020                   | Jiangsu Suning         | CSL                    | 19         | 1          | CC              | 0               | 0               | -                  | -                  | -                  | -           | -           | -           | 19     | 1      |
| Totale Jiangsu Suning  | Totale Jiangsu Suning  | Totale Jiangsu Suning  | 28         | 2          |                 | 0               | 0               |                    | -                  | -                  |             | -           | -           | 28     | 2      |
| 2021                   | San Paolo              | A1/SP+A                | 7+28       | 1+0        | CB              | 5               | 0               | CL                 | 6                  | 0                  | -           | -           | -           | 46     | 1      |
| 2022                   | San Paolo              | A1/SP+A                | 7+15       | 0+0        | CB              | 5               | 0               | CS                 | 9                  | 1                  | -           | -           | -           | 36     | 1      |
| Totale San Paolo       | Totale San Paolo       | Totale San Paolo       | 102+171    | 4+4        |                 | 16              | 0               |                    | 53                 | 1                  |             | -           | -           | 342    | 12     |
| Totale carriera        | Totale carriera        | Totale carriera        | 596        | 21         |                 | 41              | 1               |                    | 108                | 7                  |             | 5           | 1           | 750    | 30     |

### Cronologia presenze e reti in nazionale
| Cronologia completa delle presenze e delle reti in nazionale ― Brasile | Cronologia completa delle presenze e delle reti in nazionale ― Brasile | Cronologia completa delle presenze e delle reti in nazionale ― Brasile | Cronologia completa delle presenze e delle reti in nazionale ― Brasile | Cronologia completa delle presenze e delle reti in nazionale ― Brasile | Cronologia completa delle presenze e delle reti in nazionale ― Brasile | Cronologia completa delle presenze e delle reti in nazionale ― Brasile | Cronologia completa delle presenze e delle reti in nazionale ― Brasile |
| Data                                                                   | Città                                                                  | In casa                                                                | Risultato                                                              | Ospiti                                                                 | Competizione                                                           | Reti                                                                   | Note                                                                   |
| ---------------------------------------------------------------------- | ---------------------------------------------------------------------- | ---------------------------------------------------------------------- | ---------------------------------------------------------------------- | ---------------------------------------------------------------------- | ---------------------------------------------------------------------- | ---------------------------------------------------------------------- | ---------------------------------------------------------------------- |
| 2-4-2009                                                               | Porto Alegre                                                           | Brasile                                                                | 3 – 0                                                                  | Perù                                                                   | Qual. Mondiali 2010                                                    | -                                                                      | 12’                                                                    |
| 18-6-2009                                                              | Pretoria                                                               | Stati Uniti                                                            | 0 – 3                                                                  | Brasile                                                                | Conf. Cup 2009 - 1º turno                                              | -                                                                      |                                                                        |
| 12-8-2009                                                              | Tallinn                                                                | Estonia                                                                | 0 – 1                                                                  | Brasile                                                                | Amichevole                                                             | -                                                                      | 68’                                                                    |
| 10-9-2009                                                              | Salvador                                                               | Brasile                                                                | 4 – 2                                                                  | Cile                                                                   | Qual. Mondiali 2010                                                    | -                                                                      |                                                                        |
| 11-10-2009                                                             | La Paz                                                                 | Bolivia                                                                | 2 – 1                                                                  | Brasile                                                                | Qual. Mondiali 2010                                                    | -                                                                      |                                                                        |
| 14-10-2009                                                             | Campo Grande                                                           | Brasile                                                                | 0 – 0                                                                  | Venezuela                                                              | Qual. Mondiali 2010                                                    | -                                                                      | 58’                                                                    |
| 6-2-2013                                                               | Londra                                                                 | Inghilterra                                                            | 2 – 1                                                                  | Brasile                                                                | Amichevole                                                             | -                                                                      | 79’                                                                    |
| 6-9-2014                                                               | Miami Gardens                                                          | Brasile                                                                | 1 – 0                                                                  | Colombia                                                               | Amichevole                                                             | -                                                                      |                                                                        |
| 10-9-2014                                                              | East Rutherford                                                        | Brasile                                                                | 1 – 0                                                                  | Ecuador                                                                | Amichevole                                                             | -                                                                      |                                                                        |
| 11-10-2014                                                             | Pechino                                                                | Brasile                                                                | 2 – 0                                                                  | Argentina                                                              | Amichevole                                                             | -                                                                      |                                                                        |
| 14-10-2014                                                             | Singapore                                                              | Giappone                                                               | 0 – 4                                                                  | Brasile                                                                | Amichevole                                                             | -                                                                      |                                                                        |
| 12-11-2014                                                             | Istanbul                                                               | Turchia                                                                | 0 – 4                                                                  | Brasile                                                                | Amichevole                                                             | -                                                                      |                                                                        |
| 18-11-2014                                                             | Vienna                                                                 | Austria                                                                | 1 – 2                                                                  | Brasile                                                                | Amichevole                                                             | -                                                                      | cap. 27’                                                               |
| 26-3-2015                                                              | Saint-Denis                                                            | Francia                                                                | 1 – 3                                                                  | Brasile                                                                | Amichevole                                                             | -                                                                      |                                                                        |
| 29-3-2015                                                              | Londra                                                                 | Brasile                                                                | 1 – 0                                                                  | Cile                                                                   | Amichevole                                                             | -                                                                      | 63’                                                                    |
| 7-6-2015                                                               | San Paolo                                                              | Brasile                                                                | 2 – 0                                                                  | Messico                                                                | Amichevole                                                             | -                                                                      |                                                                        |
| 11-6-2015                                                              | Porto Alegre                                                           | Brasile                                                                | 1 – 0                                                                  | Honduras                                                               | Amichevole                                                             | -                                                                      |                                                                        |
| 14-6-2015                                                              | Temuco                                                                 | Brasile                                                                | 2 – 1                                                                  | Perù                                                                   | Coppa America 2015 - 1º turno                                          | -                                                                      |                                                                        |
| 18-6-2015                                                              | Santiago del Cile                                                      | Brasile                                                                | 0 – 1                                                                  | Colombia                                                               | Coppa America 2015 - 1º turno                                          | -                                                                      |                                                                        |
| 21-6-2015                                                              | Santiago del Cile                                                      | Brasile                                                                | 2 – 1                                                                  | Venezuela                                                              | Coppa America 2015 - 1º turno                                          | -                                                                      | cap.                                                                   |
| 27-6-2015                                                              | Concepción                                                             | Brasile                                                                | 1 – 1 (3 – 4 dtr)                                                      | Paraguay                                                               | Coppa America 2015 - Quarti di finale                                  | -                                                                      | cap.                                                                   |
| 5-9-2015                                                               | Harrison                                                               | Brasile                                                                | 1 – 0                                                                  | Costa Rica                                                             | Amichevole                                                             | -                                                                      | cap.                                                                   |
| 9-9-2015                                                               | Foxborough                                                             | Stati Uniti                                                            | 1 – 4                                                                  | Brasile                                                                | Amichevole                                                             | -                                                                      | cap. 23’                                                               |
| 9-10-2015                                                              | Santiago del Cile                                                      | Cile                                                                   | 2 – 0                                                                  | Brasile                                                                | Qual. Mondiali 2018                                                    | -                                                                      | cap.                                                                   |
| 14-10-2015                                                             | Fortaleza                                                              | Brasile                                                                | 3 – 1                                                                  | Venezuela                                                              | Qual. Mondiali 2018                                                    | -                                                                      | cap.                                                                   |
| 14-11-2015                                                             | Buenos Aires                                                           | Argentina                                                              | 1 – 1                                                                  | Brasile                                                                | Qual. Mondiali 2018                                                    | -                                                                      |                                                                        |
| 18-11-2015                                                             | Salvador                                                               | Brasile                                                                | 3 – 0                                                                  | Perù                                                                   | Qual. Mondiali 2018                                                    | -                                                                      |                                                                        |
| 26-3-2016                                                              | Recife                                                                 | Brasile                                                                | 2 – 2                                                                  | Uruguay                                                                | Qual. Mondiali 2018                                                    | -                                                                      |                                                                        |
| 30-3-2016                                                              | Asunción                                                               | Paraguay                                                               | 2 – 2                                                                  | Brasile                                                                | Qual. Mondiali 2018                                                    | -                                                                      | cap. 28’                                                               |
| 29-5-2016                                                              | Denver                                                                 | Panama                                                                 | 0 – 2                                                                  | Brasile                                                                | Amichevole                                                             | -                                                                      | cap. 89’                                                               |
| 12-6-2016                                                              | Foxborough                                                             | Brasile                                                                | 0 – 1                                                                  | Perù                                                                   | Coppa America Centenario - 1º turno                                    | -                                                                      | cap.                                                                   |
| 1-9-2016                                                               | Quito                                                                  | Ecuador                                                                | 0 – 3                                                                  | Brasile                                                                | Qual. Mondiali 2018                                                    | -                                                                      | cap.                                                                   |
| 6-9-2016                                                               | Manaus                                                                 | Brasile                                                                | 2 – 1                                                                  | Colombia                                                               | Qual. Mondiali 2018                                                    | 1                                                                      |                                                                        |
| 6-10-2016                                                              | Natal                                                                  | Brasile                                                                | 5 – 0                                                                  | Bolivia                                                                | Qual. Mondiali 2018                                                    | -                                                                      |                                                                        |
| 11-10-2016                                                             | Mérida                                                                 | Venezuela                                                              | 0 – 2                                                                  | Brasile                                                                | Qual. Mondiali 2018                                                    | -                                                                      |                                                                        |
| 11-11-2016                                                             | Belo Horizonte                                                         | Brasile                                                                | 3 – 0                                                                  | Argentina                                                              | Qual. Mondiali 2018                                                    | -                                                                      | 87’                                                                    |
| 16-11-2016                                                             | Lima                                                                   | Perù                                                                   | 0 – 2                                                                  | Brasile                                                                | Qual. Mondiali 2018                                                    | -                                                                      |                                                                        |
| 24-3-2017                                                              | Montevideo                                                             | Uruguay                                                                | 1 – 4                                                                  | Brasile                                                                | Qual. Mondiali 2018                                                    | -                                                                      | cap.                                                                   |
| 28-3-2017                                                              | San Paolo                                                              | Brasile                                                                | 3 – 0                                                                  | Paraguay                                                               | Qual. Mondiali 2018                                                    | -                                                                      | cap.                                                                   |
| 31-8-2017                                                              | Porto Alegre                                                           | Brasile                                                                | 2 – 0                                                                  | Ecuador                                                                | Qual. Mondiali 2018                                                    | -                                                                      | cap. 46’                                                               |
| 5-10-2017                                                              | La Paz                                                                 | Bolivia                                                                | 0 – 0                                                                  | Brasile                                                                | Qual. Mondiali 2018                                                    | -                                                                      |                                                                        |
| 10-10-2017                                                             | San Paolo                                                              | Brasile                                                                | 3 – 0                                                                  | Cile                                                                   | Qual. Mondiali 2018                                                    | -                                                                      |                                                                        |
| 14-11-2017                                                             | Londra                                                                 | Inghilterra                                                            | 0 – 0                                                                  | Brasile                                                                | Amichevole                                                             | -                                                                      |                                                                        |
| 23-3-2018                                                              | Mosca                                                                  | Russia                                                                 | 0 – 3                                                                  | Brasile                                                                | Amichevole                                                             | 1                                                                      | 86’                                                                    |
| 3-6-2018                                                               | Liverpool                                                              | Brasile                                                                | 2 – 0                                                                  | Croazia                                                                | Amichevole                                                             | -                                                                      | 65’                                                                    |
| 10-6-2018                                                              | Vienna                                                                 | Austria                                                                | 0 – 3                                                                  | Brasile                                                                | Amichevole                                                             | -                                                                      |                                                                        |
| 17-6-2018                                                              | Rostov sul Don                                                         | Brasile                                                                | 1 – 1                                                                  | Svizzera                                                               | Mondiali 2018 - 1º turno                                               | -                                                                      |                                                                        |
| 22-6-2018                                                              | San Pietroburgo                                                        | Brasile                                                                | 2 – 0                                                                  | Costa Rica                                                             | Mondiali 2018 - 1º turno                                               | -                                                                      |                                                                        |
| 27-6-2018                                                              | Mosca                                                                  | Serbia                                                                 | 0 – 2                                                                  | Brasile                                                                | Mondiali 2018 - 1º turno                                               | -                                                                      | cap.                                                                   |
| 2-7-2018                                                               | Samara                                                                 | Brasile                                                                | 2 – 0                                                                  | Messico                                                                | Mondiali 2018 - Ottavi di finale                                       | -                                                                      |                                                                        |
| 6-7-2018                                                               | Kazan'                                                                 | Brasile                                                                | 1 – 2                                                                  | Belgio                                                                 | Mondiali 2018 - Quarti di finale                                       | -                                                                      | cap.                                                                   |
| 16-10-2018                                                             | Gedda                                                                  | Brasile                                                                | 1 – 0                                                                  | Argentina                                                              | Amichevole                                                             | 1                                                                      | 74’                                                                    |
| 16-11-2018                                                             | Londra                                                                 | Brasile                                                                | 1 – 0                                                                  | Uruguay                                                                | Amichevole                                                             | -                                                                      |                                                                        |
| 23-3-2019                                                              | Porto                                                                  | Brasile                                                                | 1 – 1                                                                  | Panama                                                                 | Amichevole                                                             | -                                                                      |                                                                        |
| 6-6-2019                                                               | Brasilia                                                               | Brasile                                                                | 2 – 0                                                                  | Qatar                                                                  | Amichevole                                                             | -                                                                      |                                                                        |
| 9-6-2019                                                               | Porto Alegre                                                           | Brasile                                                                | 7 – 0                                                                  | Honduras                                                               | Amichevole                                                             | -                                                                      | 77’                                                                    |
| 2-7-2019                                                               | Belo Horizonte                                                         | Brasile                                                                | 2 – 0                                                                  | Argentina                                                              | Coppa America 2019 - Semifinale                                        | -                                                                      | 64’                                                                    |
| Totale                                                                 |                                                                        | Presenze                                                               | 57                                                                     |                                                                        | Reti                                                                   | 3                                                                      |                                                                        |

## Palmarès

### Club

#### Competizioni statali
- Campionato Paranaense: 1

Coritiba: 2004
- Campionato paulista: 1

San Paolo: 2021

#### Competizioni nazionali
- Campionato brasiliano: 3

San Paolo: 2006, 2007, 2008
- Coppa di Spagna: 1

Atlético Madrid: 2012-2013
- Campionato spagnolo: 1

Atlético Madrid: 2013-2014
- Supercoppa di Spagna: 1

Atlético Madrid: 2014
- Campionato cinese: 1

Jiangsu Suning: 2020

#### Competizioni Internazionali
- UEFA Europa League: 1

Atlético Madrid: 2011-2012
- Supercoppa UEFA: 1

Atlético Madrid: 2012

### Nazionale
- Confederations Cup: 1

Sudafrica 2009
- Coppa America: 1

Brasile 2019

### Individuale
- Bola de Prata: 2

2008, 2009
- Prêmio Craque do Brasileirão: 4

2007, 2008, 2009, 2010